# Acqua e sapone/C'è
Acqua e sapone/C'è è un 45 giri degli Stadio, pubblicato dalla RCA Original Cast (catalogo BB 6718) nel 1983, che anticipa l'album La faccia delle donne (1984).
Raggiunse la posizione numero 31 nella classifica italiana. Il singolo inoltre vinse il Premio Limone D'oro durante il Radionorba Battiti Live a Lecce il 21 luglio 2013, che venne consegnato da Mingo.

## I brani
Entrambi i pezzi sono tratti dalla colonna sonora del film Acqua e sapone (1983) di Carlo Verdone. Del secondo, il film propone solo il tema strumentale.

Nel 1996 vennero inseriti nella versione dal vivo estratta dall'album Stadiomobile Live (1993), nell'antologia Il canto delle pellicole .
Acqua e sapone era stato usato anche come sigla del programma Radiotabloid, andato in onda su Radio 2 negli anni ottanta.
Nel 2003 Acqua e sapone verrà ri-pubblicata, con un arrangiamento più moderno, nella raccolta Storie e geografie.
Nel 2025 il rapper italiano Guè ha campionato Acqua e sapone nel singolo Meravigliosa.

## Tracce
Gli autori del testo precedono i compositori della musica da cui sono separati con un trattino.
Lato A
Edizioni musicali RCA Italiana, Assist, Targa Star.
1. Acqua e sapone (testo: Vasco Rossi – musica: Gaetano Curreri)

Lato B
Edizioni musicali RCA Italiana, Assist.
1. C'è (testo: Luca Carboni – musica: Fabio Liberatori)

## Formazione
- Gaetano Curreri - voce, tastiere
- Fabio Liberatori - tastiere
- Ricky Portera - chitarre, voce
- Marco Nanni - basso, voce
- Giovanni Pezzoli - batteria